# Rue Jules-Dalou
La rue Jules-Dalou est une voie de Toulouse, chef-lieu de la région Occitanie, dans le Midi de la France.

## Situation et accès

### Description
La rue Jules-Dalou est une voie publique. Elle se trouve dans le quartier Bonnefoy, dans le secteur 4 - Est.
Longue de 333 mètres, elle est orientée au nord-est, s'élevant progressivement de 151 à 160 mètres. Elle naît en impasse. Elle reçoit, après 35 mètres, la rue Capefigue à droite, puis la rue Saint-Hyacinthe à gauche. Elle donne ensuite naissance, à droite, à la rue Fontenay et à la rue d'Agen. Elle se termine 90 mètres plus loin au carrefour de l'avenue de Lavaur.
La chaussée compte une seule voie de circulation automobile en sens unique, de l'avenue de Lavaur vers la rue Capefigue. Elle est définie comme une zone 30 et la vitesse est limitée à 30 km/h. Il existe une bande cyclable pour les cyclistes circulant à contre-sens des automobiles.

### Voies rencontrées
La rue Jules-Dalou rencontre les voies suivantes, dans l'ordre des numéros croissants (« g » indique que la rue se situe à gauche, « d » à droite) :
1. Rue Capefigue (d)
2. Rue Saint-Hyacinthe (g)
3. Rue Fontenay (d)
4. Rue d'Agen (d)
5. Avenue de Lavaur

### Transports
La rue Jules-Dalou n'est pas directement desservie par les transports en commun. Elle débouche cependant, au nord, sur l'avenue de Lavaur, parcourue par la ligne de bus 36. À l'ouest, la rue du Faubourg-Bonnefoy est desservie par les lignes de Linéo L9 et de bus 39. Elle se trouvera, en 2028, à proximité de la station Bonnefoy, sur la ligne de métro .
Les stations de vélos en libre-service VélôToulouse les plus proches de la rue Jules-Dalou sont les stations no 134 (8 allée de l'Église-Bonnefoy) et no 135 (183 rue du Faubourg-Bonnefoy). Situées sur les pentes de la butte du Calvinet, elles sont depuis 2017 considérées comme des stations Bonus, qui permettent de cumuler du temps supplémentaire pour les abonnés qui y ramènent leur vélo.

## Odonymie

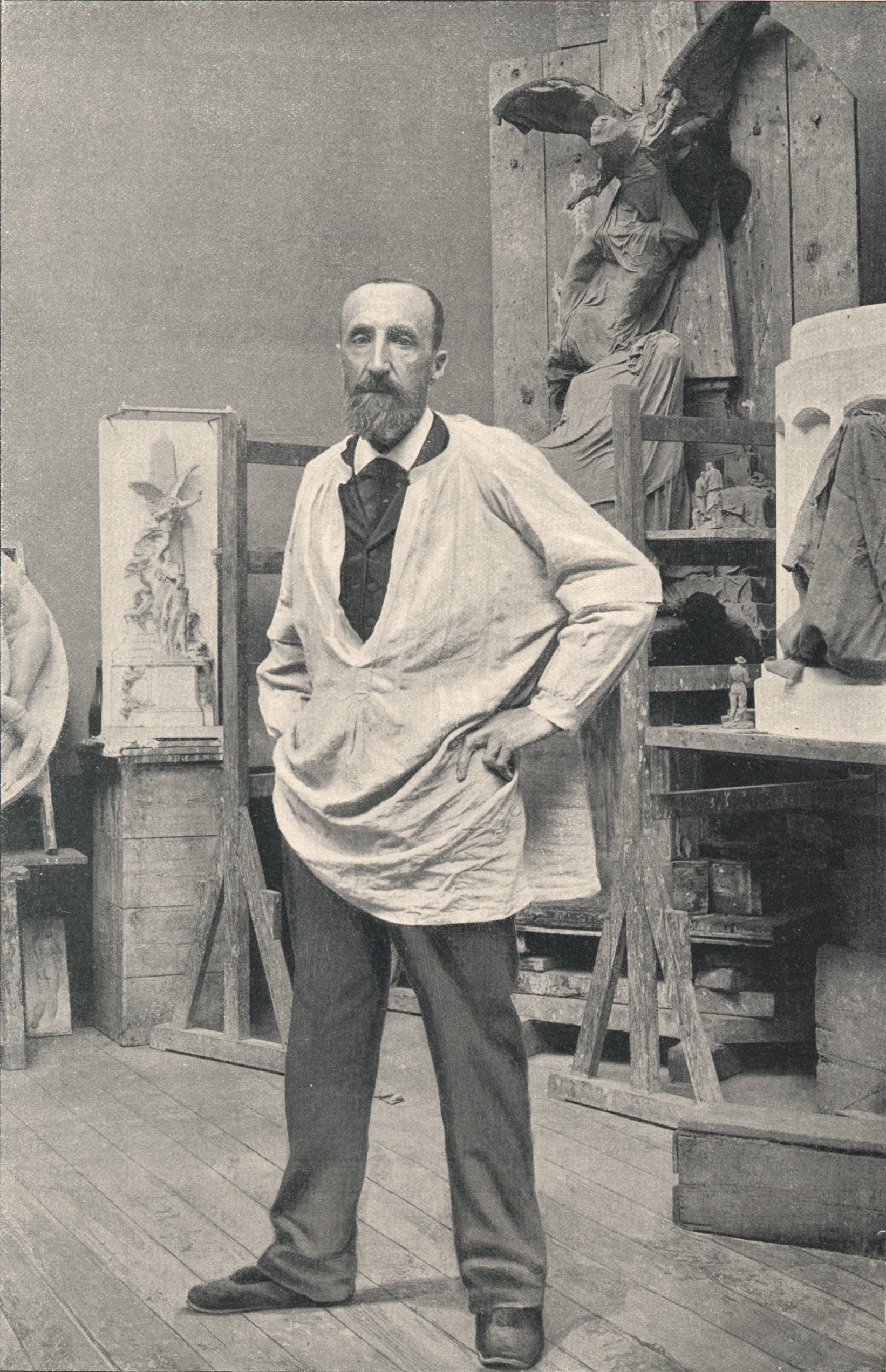
Jules Dalou dans son atelier (1899).

La rue est nommée en hommage au sculpteur Jules Dalou (1838-1902). Né à Paris dans un milieu d'artisans, il étudie à l'École des beaux-arts. Il travaille d'abord sur les chantiers des immeubles qui s'élèvent le long des boulevards parisiens. Profondément républicain, il participe en 1871 à la Commune, mais il doit s'exiler à Londres après 1871. Revenu à la suite de l'amnistie en 1879, il participe au projet de Monument à la République : son groupe Le Triomphe de la République, s'il n'est pas retenu, est commandé par la municipalité pour être érigé sur la place de la Nation.
La rue, dont les premiers travaux de percement commencèrent en 1928, porta d'abord le nom de petite-rue Espieu – elle était proche de la rue Espieu (actuelle rue Estieu), du nom du propriétaire de plusieurs terrains qui furent lotis au bas de l'avenue de Lavaur dans la première moitié du XXe siècle. Ce n'est qu'en février 1936 que la municipalité toulousaine décida de rendre hommage à Jules Dalou.

## Patrimoine et lieux d'intérêt

### Collège-lycée privé Ohr Torah
Le collège-lycée privé Ozar Hatorah est fondé en 1991 par Jacob Monsonégo, franco-israélien, petit-fils de Yédidya Monsonégo, grand-rabbin du Maroc de 1978 à 1994, et son épouse Yaffa Monsonégo. Il s'inscrit dans le mouvement des écoles juives Otzar Hatorah, qui est en France le plus grand réseau d'enseignement privé de confession juive. L'établissement est marqué, le 19 mars 2012 par l'assassinat antisémite d'un enseignant, Jonathan Sandler, de ses deux fils, Arieh et Gabriel, et de la fille du directeur, Myriam Monsonégo, par Mohammed Merah. En 2015, le collège-lycée est renommé Ohr Torah.

### Maisons
- no  2 : maison (années 1930)[6].
- no  22-24 : maisons jumelles (années 1930)[7],[8].
- no  35 : maison (deuxième moitié du XXe siècle)[9].